# Jaume Muxart
Jaume Muxart i Domènech (Martorell, 3 de julio de 1922-Barcelona, 8 de marzo de 2019) fue un pintor español.

## Biografía
En 1947 realizó su primera exposición en la Sala Pictòria de Barcelona, junto a Sixt Blasco, Alexandre Siches y Marc Aleu. En 1948 participó en la Exposición Nacional de Bellas Artes de Madrid, y viajó a París, becado por la Escuela Superior de Bellas Artes.
En 1955, junto a Marc Aleu, Modest Cuixart, Josep Guinovart, Jordi Mercadé, Antoni Tàpies y Joan-Josep Tharrats, constituyen el grupo Taüll. En 1956 expuso en el Museo de Arte Moderno de El Cairo. En 1957 expuso en la Sala Gaspar de Barcelona y en la Galería del Strand Hotel de Estocolmo. En 1959 participó en la muestra «8 Contemporany Spanish Painters» en la Ohana Gallery de Londres, y participó en la V Bienal de São Paulo en representación de España.
En 1964 expuso en la American Art Gallery de Copenhague y en la Galerie Westing de Odense (Dinamarca). En 1966 expuso en la Sala de Exposiciones de la Dirección General de Bellas Artes (Madrid). En 1972 expuso en la Galería Kreisler de Madrid y la Galleria della Babuina (Roma). En 1979 fue nombrado catedrático de la Facultad de Bellas Artes de la Universidad de Barcelona.
En 1981 expuso en la Galería Dau al Set de Barcelona. En 1982 fue nombrado decano de la Facultad de Bellas Artes de la Universidad de Barcelona. En 1983 obtuvo el doctorado en Bellas Artes de la Universidad de Barcelona. En 1984 expuso en la Galería Dau al Set de Barcelona. En 1988 expuso en la Sala Gaspar de Barcelona.
En 1990 realizó la exposición «Muxart a Van Gogh, Recreacions», en la Galería Anna Ruiz. En 1991 fue nombrado académico de la Real Academia Catalana de Bellas Artes de San Jorge. En 1992 realizó la muestra «New York. Pintures» en la Galería Anna Ruiz. En 1998 hizo la exposición «Montserrat» en el Museo del Monasterio de Montserrat y en el Centro Cultural de Martorell. 
En 2003 expuso «Big Bang», serie de 80 óleos sobre lienzo que se exponen en el Monasterio de San Cugat del Vallés. En 2005 llegó la exposición «Antológica», en la antigua fábrica de Rubí.
La obra de Muxart es de fuerte carácter expresionista con motivos figurativos estructurados, y sus gestualidad apela a los efectos y registros variados de la materia pictórica.